# Хартленд (футбольный клуб)
«Хартленд» (англ. Heartland FC) — нигерийский футбольный клуб из города Оверри. Выступает в чемпионате Нигерии. Основан в 1990 году. Домашние матчи проводит на стадионе «Дан Аньям», вмещающем 10 000 зрителей.

## История
Основанный в 1976 году путём слияния, как Спартанс ФК, в 1976 году клуб переименован в Ивуаньянву Нэйшнл, в 2006 году клуб получил своё современное название «Хартленд».

«Хартленд» добился наибольшего успеха, в 1988 году, добившись «золотого дубля» и выйдя в финал Лиги чемпионов КАФ 1988, дома удалось победить 1-0, однако на поле ЕС Сетиф алжирцы оказались сильнее, победив 4-0.

## Достижения

### Местные
- Чемпион Нигерии (5)
  - 1987, 1988, 1989, 1990, 1993
- Победитель Кубка Нигерии (1)
  - 1988

### Международные
- Лига чемпионов КАФ (0)
  - Финалист: 1988, 2009